# Sphecodes smilacinae
Sphecodes smilacinae är en biart som beskrevs av Robertson 1897. Sphecodes smilacinae ingår i släktet blodbin, och familjen vägbin. Inga underarter finns listade i Catalogue of Life.